# Eva Romanová
Eva Romanová, provdaná Eva Graham (* 27. ledna 1946 Olomouc), je bývalá československá krasobruslařka, ženská polovina tanečního páru sourozenců Romanových.

## Život
Spolu se svým bratrem Pavlem Romanem se stala celkem čtyřikrát mistryní světa v tancích na ledě v letech 1962 až 1965 a poté dvakrát v letech 1964 a 1965 též mistryní Evropy. Od roku 1965 do 1971 spolu působili v americké lední revue Holiday on Ice. Pak se provdala za amerického komika na ledě a krasobruslaře Jackie Grahama, který se zabýval drezúrou zvířat. Společně žili na farmě v USA v americkém státě Texas a 5 let v karavanu cestovali po USA. Dále žili v Anglii, kde Eva Romanová zůstala i po manželově smrti. V roce 2001 se přestěhovala do české vesničky Lipnice u Rokycan.. Po matčině smrti v roce 2005 se Eva Romanová přestěhovala zpět do Anglie, kde žila ještě k roku 2017.

## Přehled sportovních úspěchů
- 1962 mistrovství světa Praha (Československo), 1. místo
- 1962 mistrovství Evropy, 3. místo
- 1962 anketa o nejlepšího sportovce Československa, 1. místo
- 1963 mistrovství světa Cortina d'Ampezzo (Itálie), 1. místo
- 1963 mistrovství Evropy Budapešť (Maďarsko), 2. místo
- 1964 mistrovství světa Dortmund (Spolková republika Německo), 1. místo
- 1964 mistrovství Evropy Grenoble (Francie), 1. místo
- 1965 mistrovství světa Colorado Springs (Spojené státy americké), 1. místo
- 1965 mistrovství Evropy Moskva (Sovětský svaz), 1. místo

## Ocenění a vyznamenání
- Za rok 2002 obdržela spolu se svým bratrem Cenu města Olomouce v oblasti sport.[3]
- 2023 u příležitosti státního svátku 28. října byla vyznamenána medailí Za zásluhy  1. stupně v oblasti sportu.